# Молниезащита
Молниезащи́та (громозащи́та, грозозащи́та) — это комплекс технических решений и специальных приспособлений для обеспечения безопасности здания, а также имущества и людей, находящихся в нём. На земном шаре ежегодно происходит до 16 миллионов гроз, то есть около 44 тысяч за день. Прямой удар молнии в здание (сооружение) может привести к:
- повреждению здания (сооружения) и его частей;
- отказу находящихся внутри электрических и электронных частей;
- гибели и травмированию живых существ, находящихся непосредственно в здании (сооружении) или вблизи него.

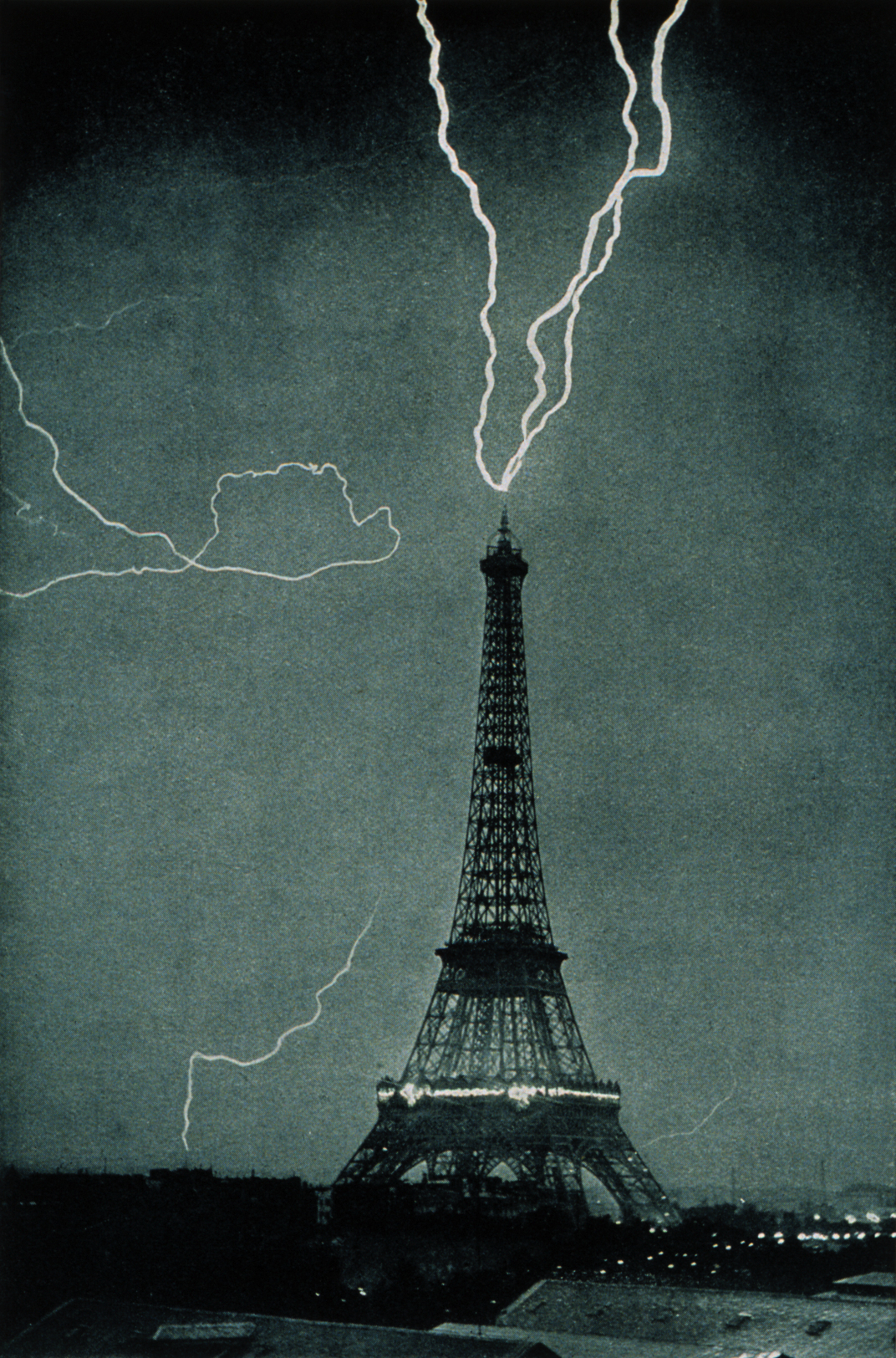
Молния ударяет в молниеотвод Эйфелевой башни. Фотография 1902 года

Молниезащита зданий разделяется на внешнюю и внутреннюю.

## Внешняя система молниезащиты
Внешняя молниезащита представляет собой систему, обеспечивающую перехват молнии и отвод её в землю, тем самым защищая здание (сооружение) от повреждения и пожара. В момент прямого удара молнии в строительный объект правильно спроектированное и сооружённое молниезащитное устройство должно принять на себя ток молнии и отвести его по токоотводам в систему заземления, где энергия разряда должна безопасно рассеяться. Прохождение тока молнии должно произойти без ущерба для защищаемого объекта и быть безопасным для людей, находящихся как внутри, так и снаружи этого объекта.
Существуют следующие виды внешней молниезащиты:
- молниеприемная сеть;
- натянутый молниеприемный трос;
- молниеприемный стержень.

Помимо вышеупомянутых традиционных решений (приведенных как в международном стандарте МЭК 62305.4, так и в российских нормативных документах РД 34.21.122-87 и CO 153—343.21.122-2003) с середины 2000-х годов получает распространение молниезащита с системой ранней стримерной эмиссии, также именуемая активной молниезащитой. Однако нет никаких надёжных доказательств того, что активная молниезащита работает эффективнее, чем традиционная молниезащита тех же размеров.
В общем случае внешняя молниезащита состоит из следующих элементов:
- Молниеотво́д (молниеприёмник, громоотвод) — устройство, перехватывающее разряд молнии. Выполняется из металла (нержавеющая либо оцинкованная сталь, алюминий, медь)
- Токоотво́ды (спуски) — часть молниеотвода, предназначенная для отвода тока молнии от молниеприемника к заземлителю.
- Заземли́тель — проводящая часть или совокупность соединенных между собой проводящих частей, находящихся в электрическом контакте с землей непосредственно или через проводящую среду.

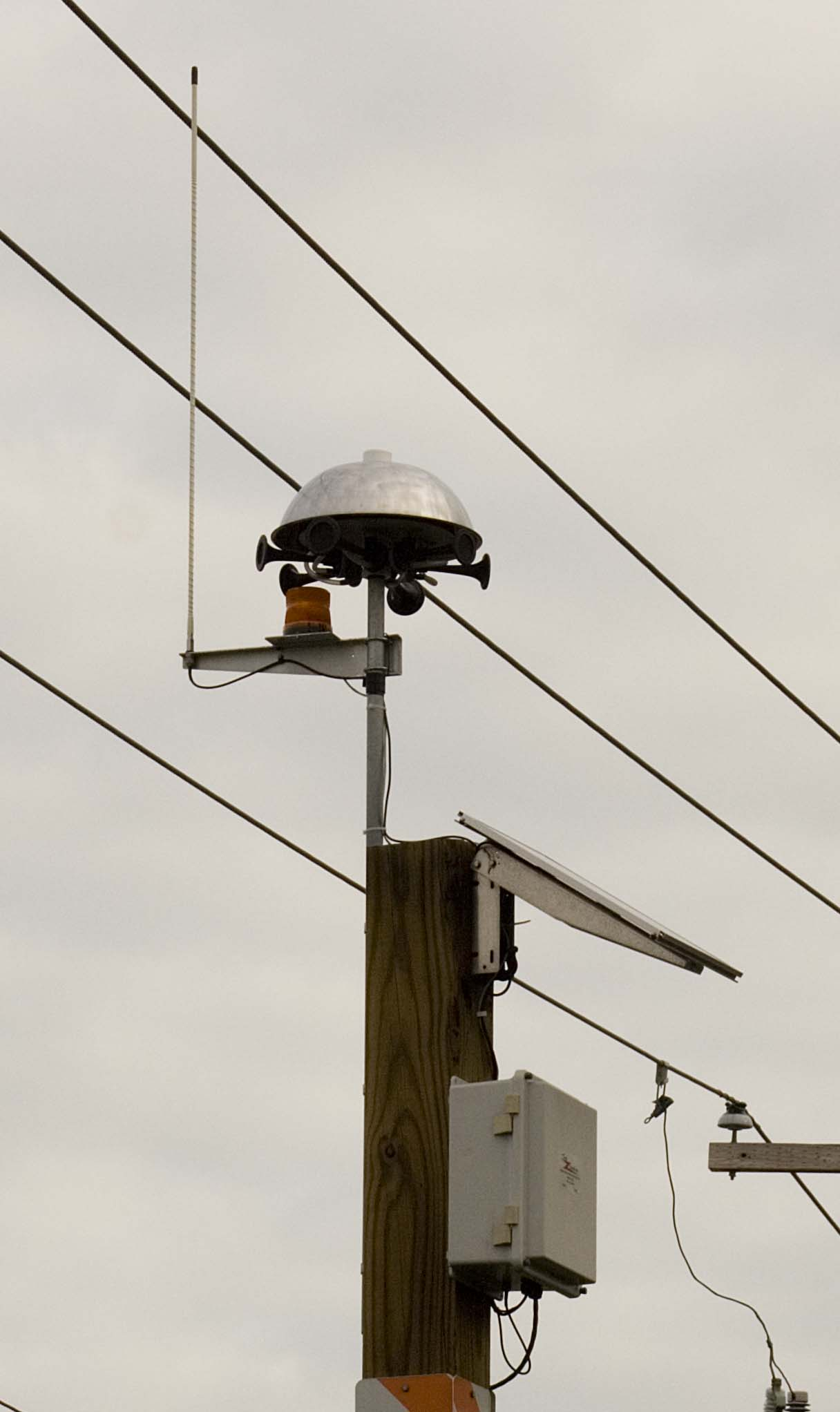
Система звукового оповещения об обнаружении грозовых облаков

## Внутренняя система молниезащиты
Внутренняя молниезащита представляет собой совокупность устройств защиты от импульсных перенапряжений (УЗИП). Назначение УЗИП — защитить электрическое и электронное оборудование от возникающих под воздействием тока молнии перенапряжений в сети, вызванных резистивными и индуктивными связями. Общепринято выделяют перенапряжения, вызванные прямыми и непрямыми ударами молнии. Первые происходят в случае попадания молнии в здание (сооружение) или в подведённые к зданию (сооружению) линии коммуникаций (линии электропередачи, коммуникационные линии). Вторые — вследствие ударов вблизи здания (сооружения) или удара молнии вблизи линий коммуникаций. В зависимости от типа попадания различаются и параметры перенапряжений.
Перенапряжения, вызванные прямым ударом, именуются Тип 1 и характеризуются формой волны 10/350 мкс. Они наиболее опасны, так как несут большую запасенную энергию.
Перенапряжения, вызванные непрямым ударом, именуются Тип 2 и характеризуются формой волны 8/20 мкс. Они менее опасны: запасенная энергия примерно в семнадцать раз меньше, чем у Тип 1.
Соответствующим образом классифицируются и УЗИП.

## Нормативные документы
В России сложилась непростая ситуация с нормативными документами, регламентирующими требования к молниезащите зданий. В настоящий момент[когда?] существуют два документа, на основе которых можно спроектировать систему молниезащиты.
Это «Инструкция по молниезащите зданий и сооружений» РД 34.21.122-87 от 30 июля 1987 года и «Инструкция по устройству молниезащиты зданий, сооружений и промышленных коммуникаций» CO 153—34.21.122-2003 от 30 июня 2003 года.
В соответствии с положением Федерального закона от 27 декабря 2002 года № 184-ФЗ «О техническом регулировании» ст. 4, органы исполнительной власти вправе утверждать документы и акты только рекомендательного характера. К такому документу и относится «Инструкция по устройству молниезащиты зданий, сооружений и промышленных коммуникаций» CO 153—34.21.122-2003.
Приказ Минэнерго России от 30.06.03№ 280 не отменяет действие предыдущего издания «Инструкция по молниезащите зданий и сооружений» от 30 июля 1987 года. Таким образом, проектные организации вправе использовать при определении исходных данных и при разработке защитных мероприятий положение любой из упомянутых инструкций или их комбинацию.
Процесс проектирования осложняется и тем фактом, что ни одна из указанных инструкций не освещает вопроса применения устройств защиты от грозовых и коммутационных перенапряжений. Старая редакция инструкции вообще не предусматривала такого раздела, а новое CO 153—34.21.122-2003 освещает этот вопрос только на уровне теории, никаких указаний по практическому применению устройств защиты не предусмотрено. Все вопросы, которые не освещены в самой инструкции, предписывается рассматривать в других нормативных документах соответствующей тематики, в частности стандартов организации МЭК (Международной Электротехнической Комиссии).
В декабре 2011 Федеральное агентство по техническому регулированию и метрологии выпустило ГОСТ Р МЭК 62305-1-2010 «Менеджмент риска. Защита от молнии. Часть 1. Общие принципы» и ГОСТ Р МЭК 62305-2-2010 «Менеджмент риска. Защита от молнии. Часть 2. Оценка риска». Данные документы представляют собой аутентичный текст стандарта МЭК 62305, состоящий из четырёх частей, и призваны прояснить ситуацию с системами молниезащиты на территории Российской Федерации.

## Типы УЗИП и типичные схемы применения внутренней молниезащиты

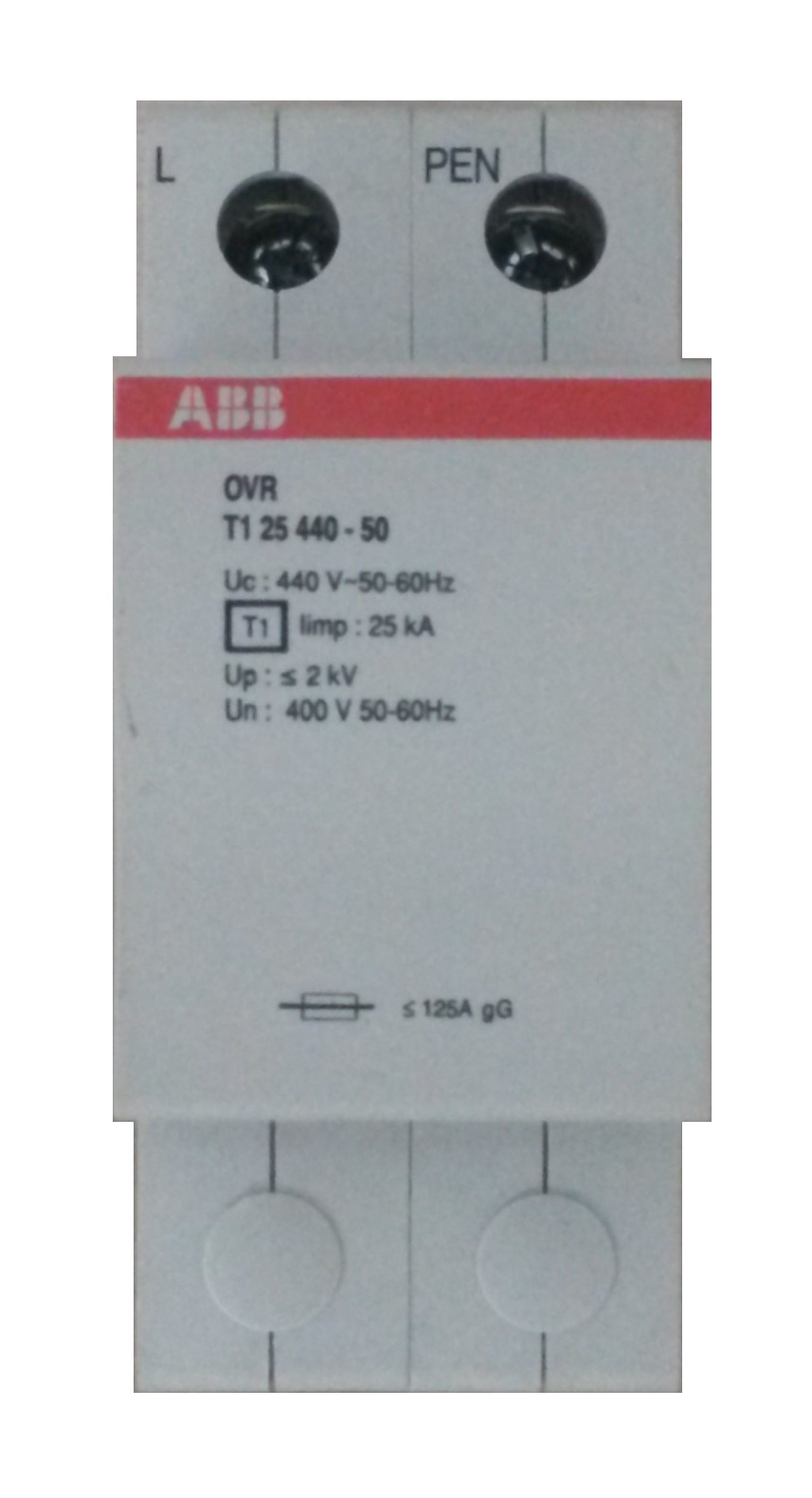
Устройство защиты от импульсных перенапряжений

Устройства защиты от импульсных перенапряжений (УЗИП) делятся на тип 1, тип 2 и тип 3.
Тип 1 способен пропустить через себя всю энергию типичного удара молнии, не разрушившись. Но, за устройством типа 1 сохраняется достаточно большой бросок напряжения (единицы киловольт).
Обычно тип 1 устанавливается только в сельской местности с воздушными линиями. Рекомендации требуют типа 1 в зданиях с молниеотводами, а также в зданиях, подключенных воздушными линиями, и в зданиях, отдельно стоящих или находящихся рядом с высокими объектами (деревьями).
По этим же рекомендациям городская квартирная и офисная проводка не требует типа 1 (считается, что тип 1 уже есть на КТП).
Тип 2 не способен самостоятельно, без предшествующего типа 1, выдержать без разрушения удар молнии. Однако же его живучесть гарантируется в случае совместного применения с типом 1. Бросок напряжения за типом 2 обычно около 1.4-1.7 кВ.
Тип 3 для своей живучести требует применения типов 1 и 2 перед собой, и устанавливается непосредственно рядом с потребителем. Им может являться, например, сетевой фильтр или же варисторная защита в блоках питания некоторых бытовых устройств (автоматика отопительных котлов).
УЗИП не защищает от длительных перенапряжений, например, от повышения до 380В при «отгорании нуля». Более того, длительные перенапряжения могут привести к выходу УЗИП из строя. В случае сквозного прогорания УЗИП от фазы до защитного заземления возможно выделение на нём огромного количества тепла и пожар в щитке. Для защиты от этого УЗИП обязательно должен устанавливаться с защитой — плавкими вставками или же автоматическими выключателями.
В случае, когда вводной «автомат» имеет номинал <= 25A, возможно подключение УЗИП за ним, в этом случае вводной автомат также выполняет функции защиты УЗИП.
Схемы молниезащиты выполняются либо с приоритетом безопасности, либо с приоритетом бесперебойности. В первом случае недопустимо разрушение УЗИП и иных устройств, а также ситуаций, когда временно отключается молниезащита, но допустимо срабатывание автоматики с полным отключением потребителей. Во втором случае допустимо временное отключение молниезащиты, но недопустим перебой в снабжении потребителей.
При одновременной установке типа 1 и типа 2 расстояние между ними по кабелю должно быть не менее 10 м, расстояние от типа 2 до типа 3 и потребителей — также не менее 10 м. Это создает индуктивность, нужную для того, чтобы автомат более высокой ступени срабатывал раньше. Возможно также и использование УЗИП типов 1+2, совмещающих в одном корпусе оба устройства (защищается от прогорания так же, как тип 1).
Устройства УЗИП имеют разные исполнение для различных систем TN-C, TN-S и ТТ. Необходимо выбирать устройство под свою систему заземления.